# Henrik Suzo
Blaženi Henrik Suzo (latinsko Henricus Suso, nemško Heinrich Seuse), nemški mistik, teolog, filozof, dominikanec, * 21. marec okoli 1298, Überlingen, Baden-Württemberg, Nemčija, † 25. januar 1366, Ulm, Baden-Württemberg, Nemčija.
Poleg Mojstra Eckharta in Johannesa Taulerja velja Henrik Suzo za vodilnega predstavnika t. i. Renske mistike, poznosrednjeveške nemške mistične šole meniškega reda dominikancev, ki je obstajala v Porenju v 13. in 14. stoletju. Njegovi najpomembnejši deli »Knjižica večne modrosti« (Das Büchlein der ewigen Weisheit) in »Knjižica resnice« (Büchlein der Wahrheit), v katerih je prisoten močan vpliv Eckhartovega misticizma, sta bili med najbolj popularnimi mistično nabožnimi deli predreformacijskega obdobja v nemško govorečih deželah. 
Kljub močnemu vplivu Eckartovega misticizma, katerega 20 tez je papež Janez XXII. v buli In Agro Dominico obsodil za krivoverska, je Henrik Suzo vselej veljal za pravovernega. Leta 1831 ga je papež Gregor XVI. razglasil za Blaženega. Dominikanski red obeležuje spomin nanj 23. januarja.

## Življenje in delo
Njegovo življenje z vsemi duhovnimi vzponi je dokumentirano v njegovi »Avtobiografiji« (Vita), ki jo je po izročilu napisala njegova učenka, mistikinja Elisabeth Stagel, sam pa jo je kasneje dopolnil in izdal. 
Rojen ali krščen je bil 21. marca okoli leta 1298 verjetno v mestu Überlingen ob Bodenskem jezeru, ki je spadalo pod škofijo mesta Konstanz, prav tako ob obali jezera. Njegov oče je bil plemič in vitez iz rodbine Berg, vendar je Henrik priimek Seuse prevzel po svoji materi. V trinajstem letu starosti se je pridružil dominikanskemu meniškemu redu v bližnjem samostanu, kjer je prejel osnove takratne sholastične izobrazbe. Po petih letih bivanja v samostanu je doživel mistično izkustvo, ki ga je spreobrnilo v zvesto služenje Bogu. Še isto leto po tem izkustvu mu je umrla mati, o kateri se v svojem življenjepisu izpričuje kot o zelo pobožni ženski, ki je morala pod pritiskom svojega moža sklepati kompromise med posvetnimi družinskimi obveznostmi in zvestobo Kristusu. Poleg tega, da se je zaobljubil, kakor sam pravi, »Služenju Večni Modrosti«, v kateri je doživljal mistična izkustva, je to prakso dopolnjeval asketskim samopremagovanjem, ki je bilo usmerjno v zatiranje spolnih nagnjenj s telesnim trpinčenjem, odpovedovanjem hrani, pijači ter spanju. To prakso je nadaljeval v svojo starost, vendar je postopoma zaradi telesne oslabelosti omejeval intenzivnost pokore.
V letih od 1324 do 1327 je študiral teologijo v Kolnu pri Mojstru Eckhartu, verjetno skupaj s tretjim kasnejšim mistikom Renske šole Janezom Taulerjem. Svoje prvo delu »Knjižica večne modrosti« je napisal v nemščini nekje okoli leta 1330 ravno v času, ko je bil Eckhart poklican na zagovor nekaterih svojih tez. Kljub temu da Suzonu niso dokazali nepravovernosti v tem delu, je obrekovanje zaradi obtožbe njegovega učitelja zavrlo kariero v duhovniškem stanu. V delu predvsem razpravlja o praktičnih vidikih mističnega izkustva Boga, brani pa tudi svojega učitelja Eckharta pred obtožbami povezav z antinomističnim predreformacijskim laičnim gibanjem Bratstva svobodnega duha, ki je bilo leta 1311 na Dunajskem koncilu med drugim zaradi propagiranja panteizma razglašeno za krivoversko.
Leta 1326 je bil posvečen za duhovnika in začel službovati v Konstanci, vendar je po izidu dela »Knjižica večne modrosti« bil prisiljen v prekinitev poučevanja. Do konca leta 1338 je ostal v mestnem samostanu. Ker ni mogel več poučevati, se je usmeril v potujoče pridigarstvo. Veliko potoval je po takratnih krajih nemškega Porenja, kjer je pridigal in s pisanjem nabožno moralnih pisem, ki jih je naslavljal na razna lokalna krščanske skupnosti, spodbujal vernike h krepostnemu življenju.
Leta 1343 je bil izvoljen za priorja v samostanu v Diessenhofenu. Že čez nekaj let se je vrnil v Konstanco, kjer je doživel večjo neprijetnost: neka ženska, ki jo je finančno podpiral, ga je obtožila, da je oče njenega nezakonskega otroka. Kasnejša preiskava je dokazala njegovo nedolžnost, vendar je bil kljub temu prisiljen oditi. Zatekel se je v mesto Ulm, kjer je v mestu in okolici deloval kot pridigar.
Do okoli leta 1362 je napisal več del, ki jih je sproti vseskozi dopolnjeval. Za razliko od »Knjižice večne modrosti«, ki je bila namenjena predvsem izobražencem, je drugo njegovo najpomembnejše delo »Knjižica resnice« po vsebini praktični duhovno nabožni vodnik, po slogu in ciljni publiki podoben kasnejšemu delu Tomaža Kempčana »Hoja za Kristusom« (lat. Imitatio Christi).  Sprva je Knjižica resnice izšla v nemščini, tekom let pa jo je prevedel v latinščino in jo hkrati izpopolnil ter jo v končni obliki izdal kot novo knjižno delo »Ura modrosti« (Horologium sapientiae), ki je postalo eno najbolj priljubljenih nabožnih knjig v poznem srednjem veku širom Evrope od Italije do Anglije. 
O zadnjih letih njegovega življenja viri poročajo skromno. Umrl je 25. januarja 1366 v Ulmu.
Kot eden prvih piscev v nemškem jeziku je zaznamoval tudi svoj prispevek k oblikovanju nemškega besedišča. Velik vpliv je imel na kasnejše duhovno gibanje v 14. in 15. stoletju devotio moderna, ki je nasproti sholastičnemu intelektualizmu postavilo v ospredje individualno, notranjo pobožnost.